# 荻野拓海
荻野 拓海（おぎの たくみ、2001年（平成13年）2月12日 - ）は、日本の歌手。群馬県安中市出身。男性。「群馬の島倉千代子」を称して活動していた。

## 来歴
群馬県出身。愛称はおぎちゃん。島倉千代子の葬儀をテレビ中継で見たことがきっかけでファンになり、中学校3年生の文化祭で初ステージを踏む。高校3年生の頃、高校の勧めで安中市嶺町の特別養護老人ホーム「明嶺荘」で慰問コンサートを行う。この慰問が朝日新聞に掲載されたことをきっかけに全国デビュー。